# Unione Sportiva Basket Recanati
El U.S.Basket Recanati fue un equipo de baloncesto italiano con sede en la ciudad de Recanati, Marcas. Competía en la Serie B, la tercera división del baloncesto en Italia hasta su desaparición en 2018. Disputaba sus partidos en el Palasport Cingolani, con capacidad para 1.000 espectadores.

## Nombres
- La Fortezza Recanati

(1982-2014)
- U.S.Basket Recanati

(2014-)

## Posiciones en Liga
- 2008 - (C Dil)
- 2009 - (3-B Dil)
- 2010 - (1-B Dil)
- 2011 - (12-A Dil)
- 2012 - (2-Naz A)
- 2013 - (11-Naz A)
- 2014 - (11-LNP Silver)
- 2015 - (3-A2 Silver)
- 2016 - (15-A2)
- 2017 - (16-A2)
- 2018 - (2-C Serie B)

## Palmarés
- Campeón Serie B (baloncesto italiano)  (2010)
- Campeón Serie C (2008)

## Jugadores destacados
| - Marco Ceron - Lorenzo Tortu - William Mosley - Sean Mosley - Daman Starring |  | - Isaiah Sykes - Dimitri Lauwers - Ousmane Gueye - Ryan Pettinella |